# فرای اتو
فرای پل آتو (انگلیسی: Frei Paul Otto؛ زادهٔ ۳۱ مهٔ ۱۹۲۵) مشهور به پل اتو یک معمار اهل آلمان بود.

## زندگی

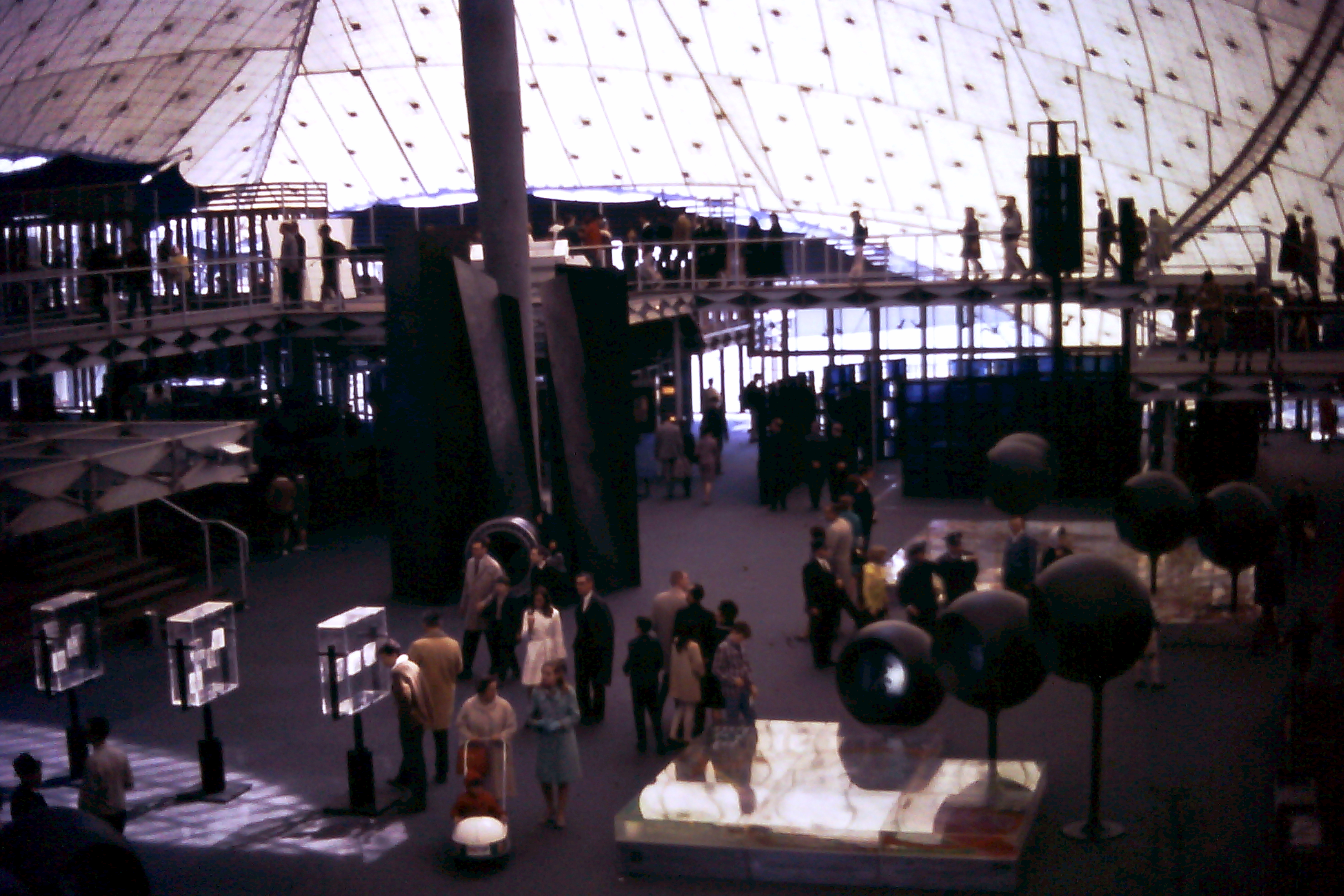
نمای درونی پاویون آلمان غربی، اکسپوی ۶۷، مونترال کانادا

آتو در زیگمار (که از سال ۱۹۵۰ بخشی از کمنیتس محسوب می‌شود) به دنیا آمد. تا قبل از اینکه به‌عنوان خلبان جنگی در سال های آخر جنگ جهانی دوم به نیروی هوایی بپیوندد، مشغول تحصیل معماری در برلین بود. گفته می‌شود که در یک اردوگاه فرانسوی کارآموز بوده است و به خاطر تمرینات مهندسی پرواز و کمبود مصالح و همچنین نیاز مبرم به سکونتگاه، دست به ساختن چادر برای سرپناه شد. بعد از جنگ، به مدت کوتاهی در آمریکا به تحصیل مشغول شد و اریش مندلسون، میس فان در وهه، ریچارد نویترا و فرانک لوید رایت را ملاقات کرد. در ۱۹۵۲ شرکتی خصوصی را در آلمان به راه انداخت. با ساختن پاویون زین اسبی شکلش در نمایشگاه فدرال گاردن در کاسل اولین توجه‌ها را به خود جلب کرد. در سال ۱۹۵۴ در زمینه سازه‌های کششی دکترای خود را دریافت کرد.
آتو در زمینه سازه‌های غشایی و کششی مهم‌ترین صاحب نظر به شمار می‌رود و یکی از پیشگامان ریاضیات سازه‌ای و مهندسی عمران است. حرفه آتو شباهت بسیاری به آزمایش‌های معماری باکمینستر فولر دارد؛ هر دو در اواخر دهه ۱۹۵۰ در دانشگاه واشنگتن در سنت لوییس به تحصیل پرداختند، هر دو معماران مهمترین پاویون ها در اکسپوی مونترال در سال ۱۹۶۷ بودند، هر دو به سازه‌های فضاکار و کارایی سازه‌ای علاقه‌مند بودند، هر دو تجربه کار با سازه‌های بادی را داشتند. کار هر دو نفر بسیار فراتر از روش‌های سنتی محاسبه تنش‌های سازه‌ای است.
آتو در سال ۱۹۶۴ موسسه سرشناس سازه‌های سبک را در دانشگاه اشتوتگارت پایه‌گذاری کرد و تا زمان بازنشستگی‌اش به عنوان استاد دانشگاه، سرپرست موسسه بود. آثار مهمش از جمله پاویون آلمان غربی در اکسپوی مونترال در سال ۱۹۶۷ و سقف ورزشگاه المپیک مونیخ در سال ۱۹۷۲ است.
آتو همچنان به عنوان یک معمار و یک مهندس فعالیت می کند. یکی از جدیدترین پروژه‌هایش همکاری او با شیگرو بان در پاویون ژاپن در اکسپوی ۲۰۰۰ بود که در آن سقفی را تماماً با سازه‌ای از کاغذ اجرا کردند. همچنین به همراه اس ال راش سقف بازشویی برای پاویون ونزوئلا طراحی کرد.
وی برنده جایزه پریتزکر در سال ۲۰۱۵ شد.

## نگارخانه
|  |  |  |